# روموالدو دانتاس
روموالدو دانتاس (4 نوفمبر 1974 في البرازيل - ) هو لاعب كرة قدم برازيلي في مركز الهجوم.

## وصلات خارجية
- روموالدو دانتاس على موقع قاعدة بيانات كرة القدم.إي يو (الإنجليزية)